# Cindy Wilson
Cynthia Cindy Leigh Wilson (née à Athens le 28 février 1957) est une chanteuse, et l'une des principales chanteuses, auteure-compositrice et membre fondateur du groupe rock The B-52s.

## Les B-52's
Les B-52's ont été formés lorsque Cynthia Wilson, qui est née à Athènes, Géorgie, aux côtés de son frère aîné, le guitariste Ricky Wilson (en), de l'organiste et chanteuse Kate Pierson, du batteur et percussionniste Keith Strickland (en) et du chanteur Fred Schneider, ont joué un impromptu musical dans un restaurant chinois. Ils ont joué leur premier concert en 1977 le jour de la Saint-Valentin.
Wilson et les autres ont fait irruption dans le monde de la musique et leur premier album sort en 1979, The B-52's avec les singles Rock Lobster et Planet Claire apportant la célébrité au groupe. S'ensuivent la sortie des albums Wild Planet, Party Mix, Mesopotamia et Whammy!, et les B-52's s'inscrit comme l'un des principaux fers de lance du mouvement new wave. 
Le 21 avril 1985, Wilson épouse Keith Bennett, un ami de longue date du groupe et de Ricky. Ce dernier décède le 12 octobre de la même année, laissant sa sœur dans un état de grave dépression, et le groupe dans l'incapacité d'effectuer la promotion du dernier album en date, Bouncing Off The Satellites. 
Après une courte pause, le groupe se reforme en 1988 afin d'enregistrer Cosmic Thing, album qui leur permettra de connaître un succès planétaire grâce au single Love Shack.
En 1990, Wilson prend un congé sabbatique du groupe pour se concentrer sur sa famille. Pendant ce temps, les B-52's enregistrent avec le trio Pierson, Schneider et Strickland l'album Good Stuff. Pendant la tournée de promotion de l'album en 1992 et 1993, Julee Cruise chante en remplacement de Wilson. Cette dernière rejoint finalement le groupe en 1994 et effectue la dernière douzaine de dates de la tournée. En 1998, elle participe à des enregistrements à partir de laquelle deux nouvelles chansons sont sélectionnées pour être incluses aux singles de la compilation Time Capsule. Wilson prend un congé maternité en 1999 et est remplacée de temps à autre sur la tournée par Gail Ann Dorsey.
Les B-52's terminent l'album Funplex en 2007 et celui-ci est publié en mars 2008. Wilson co-écrit toutes les chansons sur l'album avec les trois autres membres du groupe.

## En solo
Cindy Wilson a depuis le début des années 2000 créé quelques projets solos afin d'effectuer des performances lives, notamment The Cindy Wilson Band, ou le groupe Ola Moon, avant de finalement sortir deux EPs sous son propre nom en 2016 et 2017 (Sunrise et Supernatural) et un album complet, nommé Change, toujours en 2017. La sortie de l'album s'est vue accompagnée d'une tournée. Un passage en France était prévu à La Maroquinerie de Paris le 6 mars 2018, mais s'est vu annulé pour des raisons inconnues.

## Collaborations
- Ramones, au début des années 1980 sur la chanson Chop Suey, avec Kate Pierson et Debbie Harry; le titre est disponible en bonus track sur les Ramones 2002, édition augmentée CD re-libération de Pleasant Dreams.
- Wilson, Pierson et Keith Strickland ont fait partie du groupe de Melon et enregistré deux chansons (I Will Call You et Honeydew) pour un une émission de télévision japonaise, le Snakeman Show. Le disque vinyle est sorti en 1980, le CD à partir de 1988, dans des éditions uniquement disponibles au Japon.
- Martini Ranch, le groupe de l'acteur Bill Paxton, sur plusieurs morceaux de l'album Holy Cow! (New Deal, World Without Walls, Hot-Dog) sorti en 1988.
- 1988 a été également l'année de la BadBob sorti son album Reaction Is Now. Sur plusieurs morceaux, Cindy Wilson a utilisé le nom Bobbie Bennett comme un pseudonyme.
- La bande sonore du film Les Razmoket le Film, sorti en 1998, contient le titre The World Is Something New To Me (chanté avec Pierson, Schneider et d'autres artistes).

## Filmographie
- Les Razmoket, le film (1998, voix seulement)
- Athens, GA: Inside Out (1987)
- One Trick Pony (1980)